# Волтер Тьюксбері
Джон Волтер Бердслі Тьюксбері (англ. John Walter Beardsley Tewksbury; 21 березня 1876 — 24 квітня 1968) — американський легкоатлет, дворазовий олімпійський чемпіон та триразовий олімпійський призер з бігу.

## Біографія
Народився 21 березня 1876 року в містечку Ешлі, штат Пенсільванія.
Після закінчення семінарії у Вайомінгу, навчався в Університеті штату Пенсильванія, де отримав професію стоматолога.
Виступав у змаганнях з легкої атлетики за університетську команду, у 1898 і 1899 роках був переможцем на чемпіонатах Міжколеджної асоціації американських легкоатлетів-любителів з бігу на 100 та 200 метрів.
У 1900 році взяв участь у літніх Олімпійських іграх в Парижі (Франція). Виступав у п'яти легкоатлетичних дисциплінах, у кожній здобувши медалі різного ґатунку.
Після завершення Олімпійських ігор залишив великий спорт. Відкрив приватну стоматологічну клініку в містечку Тунханнок, штат Пенсильванія, де й помер 24 квітня 1968 року.

## Олімпійські результати
| Олімпіада  | Дисципліна                      | Результат      | Місце |
| ---------- | ------------------------------- | -------------- | ----- |
| Париж 1900 | біг на 60 метрів                | розрив у дюйми | 2     |
| Париж 1900 | біг на 100 метрів               | розрив 2 фути  | 2     |
| Париж 1900 | біг на 200 метрів               | 22.2 (ОР)      | 1     |
| Париж 1900 | біг на 200 метрів з перешкодами | розрив 1 ярд   | 3     |
| Париж 1900 | біг на 400 метрів з перешкодами | 57.6 (ОР)      | 1     |

## Визнання
У 1996 році Волтера Тьюксбері включено до Американської легкоатлетичної зали слави.